# Anelytropsis
Anelytropsis — рід плазунів з родини Дібамових. Має 1 вид — Anelytropsis papillosus. Інша назва мексиканська хробакоподібна ящірка.

## Опис
Загальна довжина сягає 25 см. Тулуб має темно—коричневий колір. Немає вух та очей. Ці ящірки не мають ніг, окрім редукованих кінцівок у самців. Вкриті однорідної щільною лускою.

## Спосіб життя
Полюбляють пустелі та напівпустелі, гірські місцини. Вдень ховають у норах, які спритно риють. Значну частину життя проводять під землею. Харчуються комахами та їх личинками, особливо термітами.
Це яйцекладні ящірки. Відкладають 2 яйця під гнилим листям та у термітниках.

## Розповсюдження
Мешкає у Центральній та Східній Мексиці.